# Sourgoubila
Sourgoubila est une commune rurale et le chef-lieu du département de Sourgoubila situé dans la province du Kourwéogo de la région Plateau-Central au Burkina Faso.

## Géographie
Sourgoubila se trouve à environ 28 km à l'ouest du centre de Ouagadougou et à 35 km au sud de Boussé, le chef-lieu provincial.

## Santé et éducation
Sourgoubila accueille un centre de santé et de promotion sociale (CSPS) tandis que le centre hospitalier le plus proche est le CHU de Yalgado-Ouédraogo dans le secteur 4 de Ouagadougou.